# Valentin-Weidner-Platz 1 (Bad Kissingen)

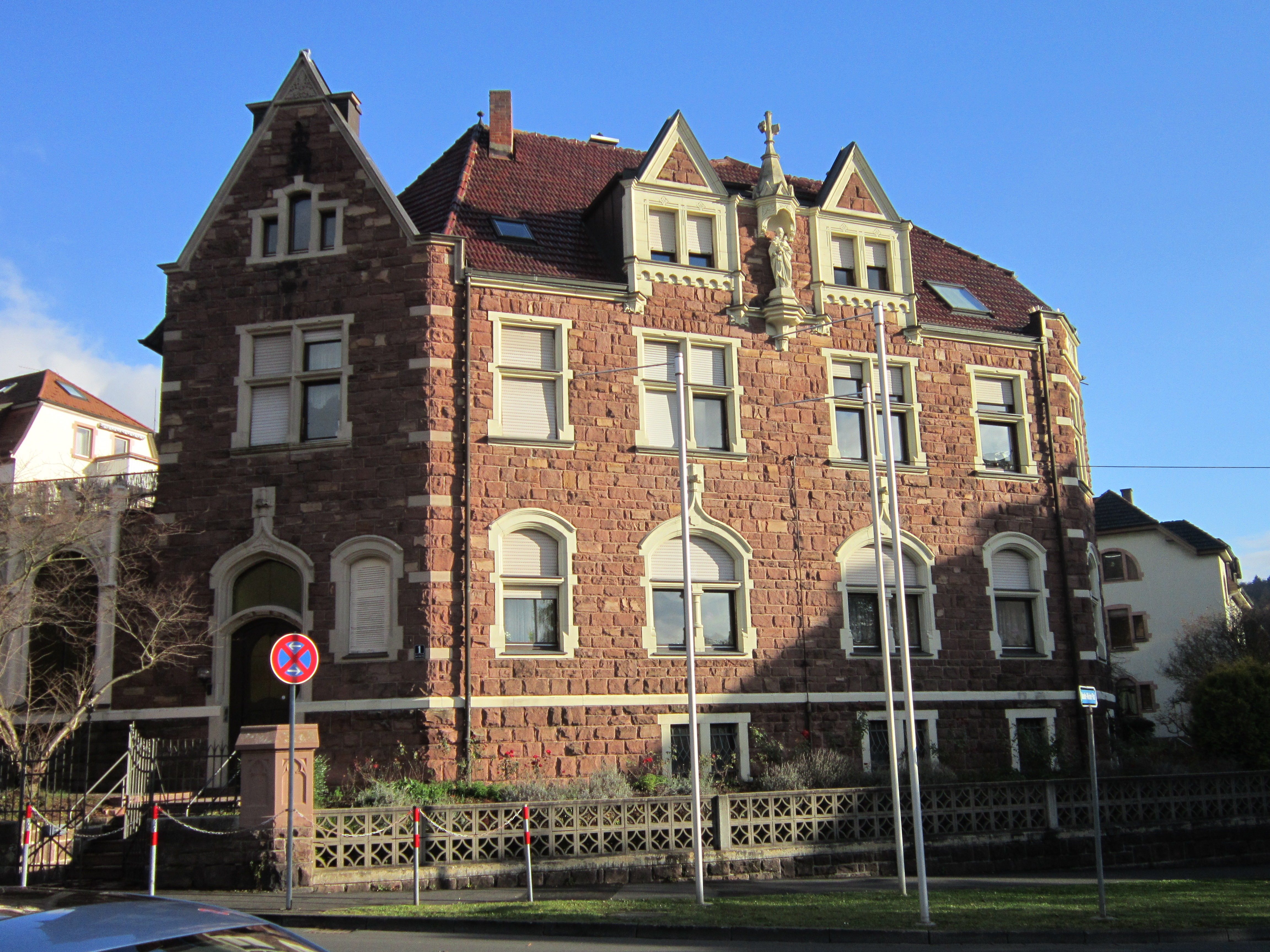
Weidners Wohnhaus („Maxschlössle“ genannt) am heutigen Valentin-Weidner-Platz 1 in Bad Kissingen.

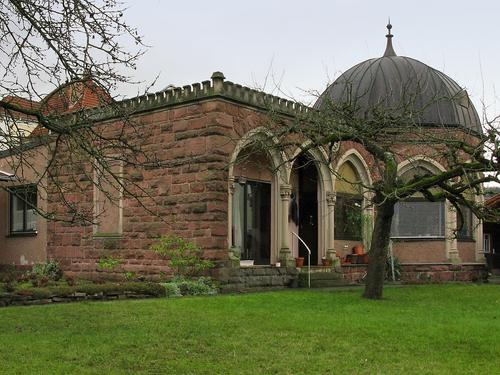
Gartenpavillon hinter Weidners Wohnhaus.

Das Anwesen Valentin-Weidner-Platz 1 (früher Maxplatz 1) in Bad Kissingen, der Großen Kreisstadt des unterfränkischen Landkreises Bad Kissingen, gehört mit dem dazugehörigen Gartenpavillon zu den Bad Kissinger Baudenkmälern und ist unter der Nummer D-6-72-114-358 in der Bayerischen Denkmalliste registriert.

## Geschichte
Der Bad Kissinger Bildhauer Valentin Weidner beantragte im Jahr 1903 erfolgreich den Bau eines Wohnhauses am damaligen Maxplatz. Das am 25. August 1903 vollendete Anwesen wurde vom Bad Kissinger Architekten Carl Krampf als gotisierender Bau mit unregelmäßigem Grundriss und in Bossenquadermauerwerk errichtet. Weidner meißelte über dem Haupteingang des Maxschlössle genannten Anwesens ein Schriftband mit der Aufschrift „Anno domini 1903“; die geschnitzte Tür trägt Weidners Initialen „V. W.“.
Im Jahr 1904 ließ Weidner das Anwesen mit einem ebenfalls von Carl Krampf gebauten Gartenhaus mit Atelierräumen ergänzen. Durch seine spitzbogige Arkatur und seine Kuppel weist das Gartenhaus einen orientalischen Charakter auf. Weidner brachte an dem Gartenhaus ein verschlungenes Schriftband mit der Aufschrift „V. Weidner Bildhauer“ an. Im Jahr 1910 ergänzte Weidner das Gartenhaus mit einem Badezimmer.
Weidners Erben mussten das Haus in der Inflationszeit schon wenige Jahre nach Weidners Tod verkaufen. Die Herz-Jesu-Missionare nutzten es ab dem Jahr 1921 als erstes Kloster in Bad Kissingen; heute dient es als Wohnhaus. Es ist in seiner äußerlichen Bausubstanz fast unverändert.